# Isabel de Anhalt-Zerbst
Isabel de Anhalt-Zerbst (Zerbst, 15 de setembro de 1563 – Crossen an der Elster, 8 de novembro de 1607) foi uma princesa de Anhalt por nascimento e princesa-eleitora de Brandemburgo por casamento.

## Vida
Isabel era filha do príncipe Joaquim Ernesto de Anhalt e da sua primeira esposa, a condessa Inês de Barby-Mühlingen, filha do conde Wolfgang I de Barby-Mühlingen.
No dia 6 de Outubro de 1577 casou-se com o príncipe João Jorge de Brandemburgo (1525–1598), no Jagdschloss Letzlingen. O seu marido era quase quarenta anos mais velho do que ela. Isabel era a sua terceira esposa e era dezasseis anos mais nova do que o filho mais velho dele, o príncipe Joaquim Frederico. O casamento foi celebrado sem grandes festejos e foi prometido um dote de 400 florins. Para o casamento, Isabel levou 15.000 dólares e recebeu como complemento, além de uma pensão considerável, a cidade de Crossen, incluindo o Palácio de Crossen, e ainda o distrito e a cidade de Züllichau e o senhorio de Bobrowice
Isabel era mecenas do intelectual Leonhard Thurneysser. Após a morte do marido, e com a saúde enfraquecida devido ao seu grande número de gravidezes, retirou-se da vida pública para o Castelo de Crossen, a sua residência de viuvez.  Encontra-se sepultada na cripta dos Hohenzollerns na Catedral de Berlim.

## Descendência
Do seu casamento com o príncipe João Jorge de Brandemburgo teve os seguintes filhos:
1. Cristiano de Brandemburgo-Bayreuth (30 de Janeiro de 1581 – 30 de Maio de 1655), marquês de Brandemburgo-Bayreuth; casado com a princesa Maria da Prússia, Marquesa de Brandemburgo-Bayreuth; com descendência.
2. Madalena de Sofia de Solms-Laubach (7 de janeiro de 1582 - 4 de maio de 1616), casada com o conde Luís V de Hesse-Darmstadt; com descendência.
3. Joaquim Ernesto de Brandemburgo-Ansbach (22 de junho de 1583 - 7 de março de 1625), marquês de Brandemburgo-Ansbach; casado com Sofia de Solms-Laubach; com descendência.
4. Inês de Brandemburgo (17 de Julho de 1584 - 26 de Março de 1629), casada primeiro com o duque Filipe Júlio da Pomerânia; sem descendência. Casada depois com o príncipe Francisco Carlos de Saxe-Lauenburg; sem descendência.
5. Frederico IX, Marquês de Brandemburgo (22 de Março de 1588 - 19 de Maio de 1611), marquês de Brandemburgo. Morreu vinte-e-três anos de idade solteiro e sem descendência.
6. Isabel Sofia de Brandemburgo (13 de Julho de 1589 - 24 de Dezembro de 1629), casada primeiro com o príncipe Janusz Radziwiłł; com descendência. Casada depois com o duque Júlio Henrique de Saxe-Lauenburg; com descendência.
7. Doroteia Sibila de Brandemburgo (19 de Outubro de 1590 – 9 de Março de 1625), casada com o príncipe João Cristiano de Brieg; com descendência.
8. Jorge Alberto II, Marquês de Brandemburgo (20 de Novembro de 1591 - 29 de Novembro de 1615), marquês de Brandemburgo; morreu aos vinte-e-quatro anos de idade solteiro e sem descendência.
9. Segismundo de Brandemburgo (20 de Novembro de 1592 - 30 de Abril de 1640), morreu aos quarenta-e-sete anos de idade solteiro e sem descendência.
10. João de Brandemburgo (13 de Julho de 1597 - 23 de Setembro de 1597), morreu aos dois meses de idade.
11. João Jorge de Brandemburgo (4 de Agosto de 1598 - 27 de Janeiro de 1637), morreu aos trinta-e-oito anos de idade solteiro e sem descendência.

## Genealogia
| Isabel de Anhalt-Zerbst | Pai: Joaquim Ernesto, Príncipe de Anhalt | Avô paterno: João V, Príncipe de Anhalt-Zerbst               | Bisavô paterno: Ernesto I, Príncipe de Anhalt-Dessau                   |
| Isabel de Anhalt-Zerbst | Pai: Joaquim Ernesto, Príncipe de Anhalt | Avô paterno: João V, Príncipe de Anhalt-Zerbst               | Bisavó paterna: Margarida de Münsterberg                               |
| Isabel de Anhalt-Zerbst | Pai: Joaquim Ernesto, Príncipe de Anhalt | Avó paterna: Margarida de Brandemburgo, Duquesa da Pomerânia | Bisavô paterno: Joaquim I Nestor, Príncipe-Eleitor de Brandemburgo     |
| Isabel de Anhalt-Zerbst | Pai: Joaquim Ernesto, Príncipe de Anhalt | Avó paterna: Margarida de Brandemburgo, Duquesa da Pomerânia | Bisavó paterna: Isabel da Dinamarca, Princesa-Eleitora de Brandemburgo |
| Isabel de Anhalt-Zerbst | Mãe: Inês de Barby-Mühlingen             | Avô materno: Wolfgang I de Barby-Mühlingen                   | Bisavô materno: Burkhart V de Barby-Mühlingen                          |
| Isabel de Anhalt-Zerbst | Mãe: Inês de Barby-Mühlingen             | Avô materno: Wolfgang I de Barby-Mühlingen                   | Bisavó materna: Madalena de Mecklemburgo                               |
| Isabel de Anhalt-Zerbst | Mãe: Inês de Barby-Mühlingen             | Avó materna: Inês de Mansfeld zu Mittel-Ort                  | Bisavô materno: Gerardo VII de Mansfeld                                |
| Isabel de Anhalt-Zerbst | Mãe: Inês de Barby-Mühlingen             | Avó materna: Inês de Mansfeld zu Mittel-Ort                  | Bisavó materna: Margarida de Gleichen                                  |